# Jerry Vlasak
Jerry Vlasak é um médico traumatologista estadunidense e membro de várias organizações ligadas à promoção dos Direitos dos animais e do vegetarianismo, incluindo o Physicians Committee for Responsible Medicine e a Sea Shepherd Conservation Society.
Enquanto lecionava em um hospital afiliado à Yale em Waterbury, estado de Connecticut, o Dr. Vlasak e sua esposa se envolveram ativamente no movimento de defesa dos animais, participando de numerosas atividades educacionais e de protesto.
Em 2004 o governo britânico negou pedido de visto a Vlasak (e também à sua esposa), que iria participar de encontro promovido por ativistas da Europa e dos Estados Unidos, alegando que suas "opiniões perigosas" não são bem-vindas no país.
Desde 1986 ele está casado com a atriz Pamelyn Ferdin.